# عملية كوتونيت
عملية كوتونيت (بالعبرية: מבצע כותונת، عملية الرداء الكهنوتي) كانت عملية عسكرية، نفذتها «سيريت تزانحانيم»، فصيلة الاستطلاع التابعة للواء المظليين الإسرائيلي، في عمق الأراضي السورية. وقعت العملية ليلة 12 أكتوبر 1973، خلال حرب أكتوبر. دمر المظليون الإسرائيليون جسراً في منطقة الحدود بين العراق وسوريا، لأجل تعطيل نقل الأسلحة والقوات العسكرية إلى سوريا.

## العملية
وردت معلومات للاستخبارات الإسرائيلية حول تقدم طليعة القوات العراقية باتجاه الجبهة السورية. فكرت القيادة الإسرائيلية في تنفيذ غارة ليلية تهدف إلى نسف جسر تعبر عليه الأرتال العراقية على بعد 150 كم شرق دمشق، إلى جانب أنبوب نفط قريب وكان الهدف من ذلك تعطيل القوات المتقدمة مما سيؤدي إلى تكدسها وبالتالي ستكون فرصة سانحة للطيران الإسرائيلي لقصفها مجتمعة صباح اليوم التالي.
أوكلت المهمة إلى قوة من فصيلة مظللين من سيريت تزانحانيم بقيادة الرائد شاؤول موفاز الذي كان يتمركز في رأس سدر، حيث لملاحقة أفراد الصاعقة المصريين المتسللين في المنطقة. وصل موفاز إلى قاعدة تل نوف في 11 أكتوبر وتلقى التعليمات بخصوص العملية دون أن يكون لديه الوقت الكافي لتدريب رجاله عليها.
أقلعت مروحية سي إتش-53 (ياعسور) من السرب 118 على متنها 25 مظلي لتنفيذ العملية مساء السبت الموافق 11 أكتوبر. لتجنب الدفاعات السورية، حلقت الطائرة شمالاً باتجاه البحر المتوسط ثم استدارت فوق مدينة جونيه اللبنانية متجهة إلى الأراضي السورية حتى عمق 250 كم. وصلت المروحية في الساعة 12 صباحاً وأبرت قوة المظلليين فوق إحدى قمم الوديان واللذين ساروا نزولاً لمدة ساعة وخمس وأربعين دقيقة على أقدامهم نحو الهدف، لكن تبين لهم أن موقع العملية يبعد أكثر من ذلك، فاستمروا في السير.
قسم موفاز قوته إلى مجموعات لنصب كمين للشاحنات والمعدات المارة فوق الجسر وانتظر حتى الساعة 23:05 لتنفيذ الهجوم. زرع المظليون عبوات ناسفة على جوانب الطريق وتحت الجسر وانتظروا الفرصة المناسبة وقبل انسحابهم بنحو 15 دقيقة، أطلقوا نيرانهم وفجروا العبوات الناسفة عند مرور شاحنتين على الطريق كما أصابوهما بقذائف صاروخية. ثم تقدمت شاحنة وسيارة جيب وناقلة دبابات على متنها دبابة وانتظر موفاز مرورها على الجسر، ومن ثم أعطى الإشارة لنسفه وجرى تدميرهم. كما لاقت ثلاث مركبات نفس المصير عندما اقتربت من الموقع، ثم انسحبت القوة الإسرائيلية ورجعت إلى نفس موقع إبرارها فوق قمة الوادي لتحملهم مروحية أخرى إلى قاعدة تل نوف والتي وصلوا إليها في الساعة 5:10 من صباح يوم 12 أكتوبر.

## النتيجة
لم تتعرض القوة الإسرائيلية لأي خسائر خلال وبعد تنفيذ العملية. لا يُعرف بالتحديد نوعية المركبات المتضررة ولا عدد الخسائر البشرية العراقية أو السورية خلال الكمين مع عدم وجود بيانات حول العملية من الجانب السوري. وفقاً للتقييم الإسرائيلي للعملية، أدى الهجوم على الجسر إلى تأخير عبور القوات العراقية البالغة 16 ألف جندي و250 دبابة في طريقها إلى جبهة الجولان. أدى نجاح العملية، إلى تنفيذ عملية مماثلة في الليلة التالية وهي عملية دافيدكا في منطقة القطيفة داخل العمق السوري.
ذكر شاؤول موفاز قائد العملية أن سلاح الجو الإسرائيلي هاجم قوافل الإمداد عقب العملية مما أدى إلى انخفاض التعزيزات على الجبهة السورية بشكل ملحوظ.

## روابط خارجية
- Zvi Sever, and others, Paratroopers' Regiment: Thirty Years of Yom Kippur War Operations, Tel Aviv, 2005, in The Yom Kippur War Center website (Hebrew)